# Alejandra Ramos
Alejandra Purísima Ramos Sánchez (Curicó, Chile, 8 de diciembre de 1958) es una ex-atleta chilena, especialista en medio fondo. Es conocida como la "reina del medio fondo" por la Federación Atlética de Chile.
Compitió en los Juegos Olímpicos de Los Ángeles 1984 representando a su país. Su mejor marca en 1500 m es de 4'13,07" en el año 1990.

## Trayectoria deportiva
Comenzó a correr a los 12 años, comenzando a destacar un año y medio más adelante. En el Campeonato Sudamericano de Atletismo de 1975, en Río de Janeiro, logró su primer oro sudamericano.
En 1979 optó a una beca internacional en España, país en el que se formó como atleta y que la llevó a ser uno de los grandes nombres del atletismo nacional y que incluso dejó una huella, pues hasta el día de hoy se mantiene el récord nacional de las pruebas de 800 y 3.000 metros planos, mientras que recién en 2024 se superó el de 1.500 metros, lo hizo Josefa Quezada que realizó su prueba en 4 minutos, 10 segundos y 76 centésimas, sobre los 4 minutos, 13 segundos y 7 centésimas de Ramos, en 1990.
Luego de varios triunfos más en torneos sudamericanos, en el Campeonato Iberoamericano de Barcelona 1983 obtuvo dos medallas de plata, en 800 y 1500 m.
Estos buenos resultados le permitieron ser elegida para representar a Chile en los Juegos Olímpicos de Los Ángeles 1984, terminando como semifinalista en los 1500 metros.
Su última competencia profesional fue en el Campeonato Sudamericano de 1993, acabando su participación con una presea plateada en los 1500 m y una medalla de bronce en los 3000 m. Debido a constantes lesiones que le impedían competir con regularidad, se retiró de la actividad aquel año.
En 2018 fue designada secretaria regional ministerial de Deportes en la Región del Maule, durante el segundo mandato de Sebastián Piñera.

## Competiciones internacionales
| Año  | Competencia                          | Lugar    | Evento | Marca   |
| ---- | ------------------------------------ | -------- | ------ | ------- |
| 1975 | Campeonato Sudamericano              | 1°       | 400 m  | 55,7"   |
| 1975 | Campeonato Sudamericano              | 3°       | 800 m  | 2'12,1" |
| 1975 | Juegos Panamericanos                 | 9° (th)  | 400 m  | 56,0"   |
| 1977 | Campeonato Sudamericano              | 1°       | 800 m  | 2'12,3" |
| 1977 | Campeonato Sudamericano              | 1°       | 1500 m | 4'39,8" |
| 1978 | Juegos Suramericanos                 | 1°       | 400 m  | 56,68"  |
| 1979 | Campeonato Sudamericano              | 1°       | 800 m  | 2'04,2" |
| 1979 | Campeonato Sudamericano              | 1°       | 1500 m | 4'23,2" |
| 1983 | Juegos Panamericanos                 | 3°       | 800 m  | 2'03,6" |
| 1983 | Juegos Panamericanos                 | 4°       | 1500 m | 4'25,5" |
| 1983 | Campeonato Iberoamericano            | 2°       | 800 m  | 2'03,1" |
| 1983 | Campeonato Iberoamericano            | 2°       | 1500 m | 4'16,3" |
| 1983 | Campeonato Sudamericano              | 1°       | 800 m  | 2'04,6" |
| 1983 | Campeonato Sudamericano              | 1°       | 1500 m | 4'25,3" |
| 1984 | Juegos Olímpicos                     | 18° (h)  | 800 m  | 2'05,7" |
| 1984 | Juegos Olímpicos                     | 18° (h)  | 1500 m | 4'22,0" |
| 1985 | Campeonato Sudamericano              | 1°       | 800 m  | 2'03,5" |
| 1985 | Campeonato Sudamericano              | 1°       | 1500 m | 4'20,1" |
| 1986 | Campeonato Iberoamericano            | 4°       | 800 m  | 2'04,7" |
| 1986 | Campeonato Iberoamericano            | 1°       | 1500 m | 4'22,3" |
| 1987 | Campeonato Mundial en Pista Cubierta | 15° (th) | 800 m  | 2'08,4" |
| 1990 | Campeonato Iberoamericano            | 2°       | 800 m  | 2'02,3" |
| 1990 | Campeonato Iberoamericano            | 1°       | 1500 m | 4'13,0" |
| 1993 | Campeonato Mundial en Pista Cubierta | 9°       | 3000 m | 9'15,2" |
| 1993 | Campeonato Sudamericano              | 2°       | 1500 m | 4'31,4" |
| 1993 | Campeonato Sudamericano              | 3°       | 3000 m | 9'52,1" |